# Grallaria gigantea
Pita-formigueira-gigante ou torom-gigante (Grallaria gigantea) é uma espécie de ave da família Formicariidae.
Pode ser encontrada nos seguintes países: Colômbia e Equador.
Os seus habitats naturais são: regiões subtropicais ou tropicais húmidas de alta altitude e pastagens.
Está ameaçada por perda de habitat.